# Одескалки
Одескалки (на италиански: Odescalchi) – знатен италиански род, който излъчва един римски папа и няколко кардинали. В днешно време главата на семейството носи титлата княз Оделски и Басано и херцог на Сирми.
Първоначално Одескалки живеят във владенията си в Комо, но след това преуспяват в Рим и Унгария. В родината си Одескалки се занимават с лихварство, a след чумната епидемия през 1630 г. Одескалки забогатяват още повече, тъй като взимат много земи на безценица. През 17 в. представителя на Одескалките – кардинал Бенеденто Одескалки, става римски папа под името Инокентий XI. Като далновиден администратор той се опитва да оправи положението на Светия престол и същевременно да се справи с нападението на турците от изток. Дори и след избора си за папа той продължава да движи делата на фамилията.
По негова идея Одескалки поддържат финансово Оранската династия, поддържа Хабсбургите (по-точно свещения римски император Леополд I). След смъртта на папа Инокентий XI през 1689, в знак на признателност императора дава на Одескалки Унгария и княжеска титла.
Дворец на фамилията е Палацо Одескалки-Киджи.